# Perlenfasane
Die Perlenfasane (Rheinardia), historisch auch als Perlenpfaue bezeichnet, sind eine Gattung aus der Familie der Fasanenartigen (Phasianidae). Ursprünglich gab es nur eine einzige Art; 2020 wurde sie aufgrund genetischer und morphologischer Unterschiede aufgespalten. Die Gattung der Perlenfasanen umfasst damit zwei rezente Arten: den Vietnamesischen Perlenfasan (Rheinardia ocellata) und den Malaiischen Perlenfasan (Rheinardia nigrescens). Beide Arten kommen in getrennten Gebieten Südostasiens vor und gelten als stark gefährdet.

## Erscheinungsbild

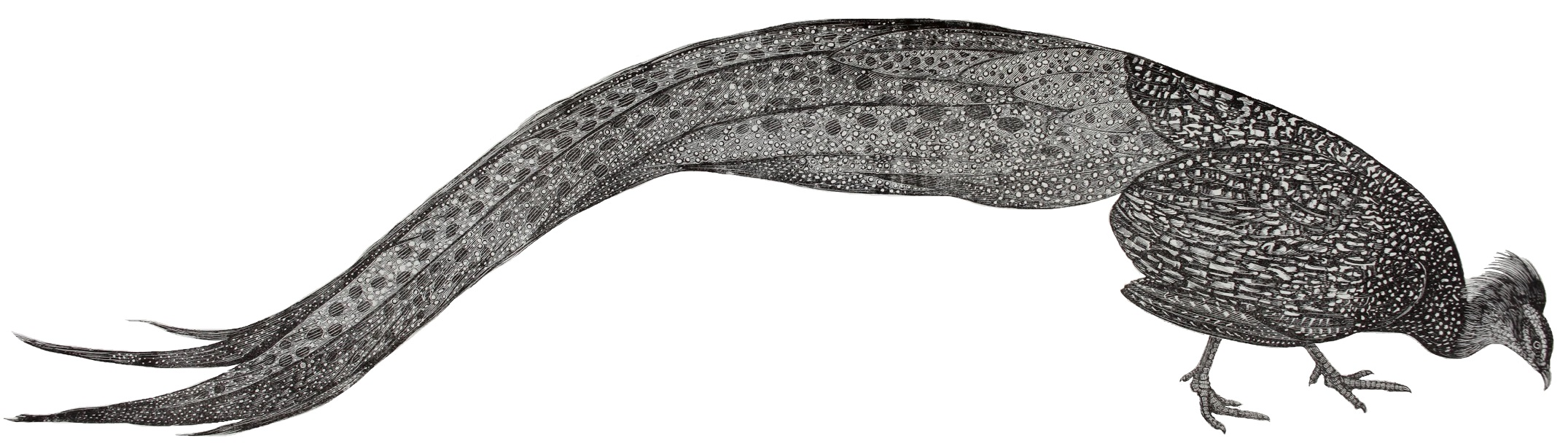
Zeichnung des Männchens aus dem Bulletin de la Société nationale d’acclimatation de France, 1887

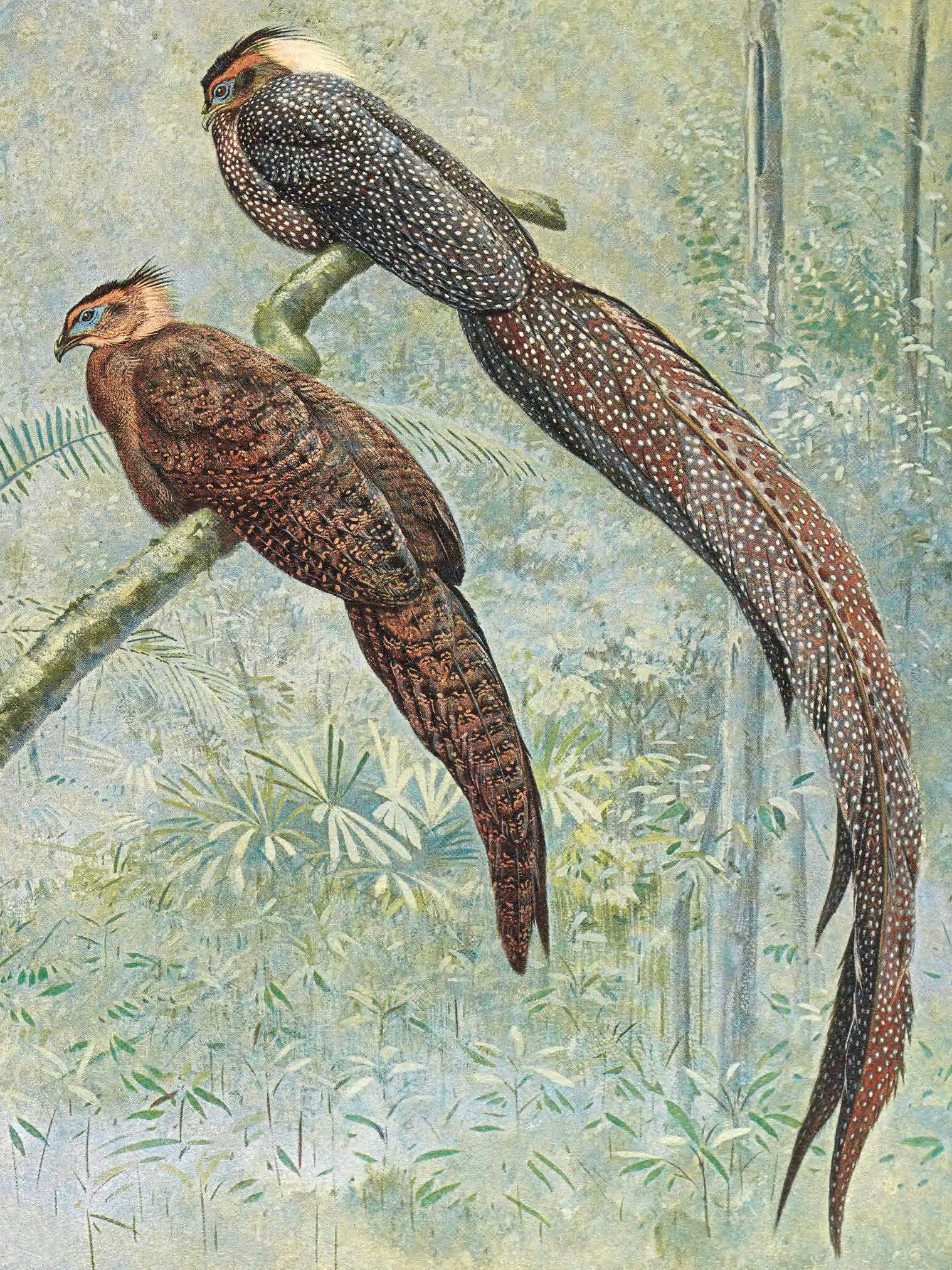
Malaiischer Perlenfasan (Rheinardia nigrescens)

Die Männchen erreicht je nach Art eine beeindruckende Gesamtlänge von 180 bis 235 Zentimetern, während die Weibchen mit 74 bis 75 Zentimetern deutlich kleiner bleiben. Dieser enorme Größenunterschied ist auf die extrem langen Schwanzfedern des Männchens zurückzuführen. Unter den rezenten Vogelarten weisen die Perlenfasanen möglicherweise die längsten Federn überhaupt auf. Die mittleren der insgesamt zwölf Schwanzfedern können eine Länge von 1,5 bis zu 1,7 Metern erreichen, wobei diese volle Federlänge erst von Männchen erreicht wird, die ein Alter zwischen fünf und sechs Jahren haben. Diese imposanten Federn spielen eine wichtige Rolle im Balzverhalten.
Das Gefieder der Perlenfasanen ist insgesamt eher unauffällig gefärbt und dient der Tarnung im Waldbodenlaub. Der Hals des Männchens ist kastanienbraun gefärbt. Das Körpergefieder ist überwiegend matt dunkelbraun und weist zahlreiche kleine, ockerfarbene und schwarze Flecken auf, die an Perlen erinnern und namensgebend sind. Der Kopf erscheint im Verhältnis zum Körper relativ klein. Die Kopfoberseite sowie die Ohrdecken sind bräunlich. Die seitlichen Federn des charakteristischen Federschopfes am Kopf sind hingegen weißlich. Das Kinn und die Kehle zeigen eine graue Färbung. Dem Weibchen fehlen nicht nur die extrem verlängerten Schwanzfedern; ihr Gefieder ist insgesamt matter gefärbt, und der Federschopf ist deutlich weniger ausgeprägt als beim Männchen.

## Verbreitungsgebiet und Lebensraum
Die beiden Arten der Perlenfasanen bewohnen getrennte geografische Regionen. Der Vietnamesische Perlenfasan (R. ocellata) kommt in Vietnam und Laos vor. Der Malaiische Perlenfasan (R. nigrescens) ist auf der Malaiischen Halbinsel endemisch, wo sein Verbreitungsgebiet heute weitgehend auf den Taman Negara-Nationalpark und angrenzende Gebiete beschränkt ist. Beide Arten sind lokal teilweise nicht selten, aber aufgrund ihrer unauffälligen Gefiederfärbung und ihrer scheuen Natur nur schwer im dichten Wald auszumachen. Sie fallen vor allem durch den lauten, weithin vernehmbaren Territorialruf des Männchens auf.
Der Lebensraum der Perlenfasanen sind überwiegend alte, ungestörte Wälder. Sie kommen in unterschiedlichen Höhenlagen vor. In Vietnam findet man R. ocellata in Primär- und dichten Sekundärwäldern in Höhenlagen zwischen 100 und 700 Metern sowie auf dem Da-Lat-Plateau in Bergwäldern zwischen 1700 und 1900 Metern. Auf der Malaiischen Halbinsel besiedelt R. nigrescens überwiegend Bergwälder in Höhenlagen zwischen 800 und 1000 Metern. Der Verlust und die Fragmentierung dieser spezialisierten Waldlebensräume stellen die Hauptbedrohung für beide Arten dar.

## Lebensweise
Perlenfasanen gelten als ausgesprochen wachsame und scheue Vögel. Sie suchen bei der geringsten Störung sofort Zuflucht im dichten Unterholz ihres Waldlebensraumes. Ihre detaillierten Lebensgewohnheiten sind daher bis heute noch nicht umfassend erforscht. Ihre Nahrung suchen sie am Waldboden und besteht aus einer Mischung aus Früchten, Blättern, Samen, Insekten und deren Larven sowie gelegentlich auch kleinen Wirbeltieren wie Amphibien. Über das Brutverhalten ist wenig bekannt; sie sind vermutlich monogam oder polygam, und das Nest wird am Boden angelegt.

## Systematik
Der Perlenfasan wurde 1871 durch den US-amerikanischen Ornithologen Daniel Giraud Elliot unter der Bezeichnung Argus ocellatus erstmals wissenschaftlich beschrieben. Die Gattung Rheinardia wurde 1882 durch den französischen Ornithologen Charles Anatole Maingonnat eingeführt. 1902 beschrieb der britische Zoologe Lionel Walter Rothschild den 
Malaiischen Perlenfasan (R. o. nigrescens) als Unterart des Perlenfasanen. 2020 bekam der Malaiische Perlenfasan schließlich den Status einer eigenständigen Art.

## Belege

### Einzelbelege
1. 1 2  Madge et al., S. 338
2. ↑   Madge et al., S. 337
3. ↑  
G. W. H. Davison, P. Boesman, N. J. Collar und C. L. Puan (2020). Species rank for Rheinardia ocellata nigrescens (Phasianidae). Bulletin of the British Ornithologists’ Club 140(2):182–194.